# その手はないよ
「その手はないよ」（そのてはないよ）、ないし、「ドント・ビー・ザット・ウェイ」（英語: Don’t Be That Way）は、ベニー・グッドマンとエドガー・サンプソン (Edgar Sampson) が1938年に作曲したジャズの楽曲。特に、『ライヴ・アット・カーネギーホール1938 (The Famous 1938 Carnegie Hall Jazz Concert)』における演奏によって、スウィング時代の古典的作品となった。ベニー・グッドマン楽団のレパートリーの中でも最も成功した楽曲のひとつであり、最も頻繁に録音されるジャズのスタンダード曲のひとつとなっている。

## 楽曲の形式
楽曲は32小節の旋律から成っており、A-A-B-Aの形式をとっている。演奏は、中間的な速度で行なわれる。

## 歴史的背景
ベニー・グッドマンは1934年に自身のビッグバンドを結成し、当初からディーン・キンケイド (Dean Kinkade) やスパッド・マーフィー (Spud Murphy) ら、多数の才能ある編曲者たちを雇った。1935年には、フレッチャー・ヘンダーソンやその弟ホレス・ヘンダーソンに加え、バンドリーダーのチック・ウェッブ (Chick Webb) の下で働いていたエドガー・サンプソンの編曲も使用するようになった。1936年、サンプソンはグッドマンに、「サヴォイでストンプ」と「If Dreams Come True」の2曲を提供した。グッドマンによる「サヴォイでストンプ」はヒットしてチャート入りを果たし、チック・ウェッブの録音もチャート入りした。サンプソンは1934年に「サヴォイでストンプ」を書いて編曲もしており、既にウェッブ楽団が同年のうちにこの曲を録音していたのである。1938年1月16日、グッドマン楽団は、ニューヨークのカーネギー・ホールにおける伝説的なコンサートにおいて、グッドマンがチック・ウェッブとエドガー・サンプソンに敬意を表し、この晩の演奏を「その手はないよ」で開演したのである。そのひと月後、グッドマンはRCAビクターのためにこの曲を吹き込み、同年末には全米首位のヒットとなった。
その数年後、「その手はないよ」の2つのバージョンのどちらが好みかと問われたサンプソンは、こう答えた。「音楽的にはチックのバージョンの方が僕の好みだ。財政的には、もちろん。ベニーの方さ」。

## その他の録音
ボーカリストのミルドレッド・ベイリー (Mildred Bailey) は、ミッチェル・パリッシュの歌詞によって、この曲のボーカル版を吹き込んだ。このバージョンの歌詞は、次のような詠嘆で始まる。
「Don't cry, oh honey please don't be that way of（泣かないで、ねえ、どうかそんなにしていないで）」
その後は、「Tears like a rainy day（雨の日のような涙）」が、万事を好転させるだろう、なぜなら、「tomorrow is another day（明日は、また別の日）」なのだから、といった歌詞が続く。
この曲は、程なくして人気の高いジャズのスタンダード曲となり、1944年にはロイ・エルドリッジがグッドマンとハリー・ジェイムスを迎えてこの曲を吹き込んだ（後にアルバム『Little Jazz Giant』に収録）。1938年には、ライオネル・ハンプトンがこの曲をカバーし、その録音ではサンプソンがバリトン・サクソフォーンを演奏した。その他、ジョニー・ホッジス、クーティ・ウィリアムス、さらに1944年にテディ・ウィルソンがエメット・ベリーやエドモンド・ホールと行なった録音、1950年代のオスカー・ピーターソンによるもの、ルイ・アームストロングとエラ・フィッツジェラルド（アルバム『Ella & Louis Again』収録）、アニタ・オデイとラリー・バンカー (Larry Bunker) などの録音がある。
また、近年では、ジーン・ハリス、ジョン・ピザレリ (John Pizzarelli)、シルヴィア・ドロステ (Silvia Droste)、ペーター・ハーボルツハイマー (Peter Herbolzheimer)、トゥーツ・シールマンス、テリー・ギブス・ドリーム・バンド (Terry Gibbs Dream Band) などの録音がある。